# Francisco Javier Losada de Azpiazu
Francisco Javier Losada de Azpiazu (La Corunya, 1955) és un polític gallec, alcalde de la ciutat de la Corunya entre el 24 de març de 2006 i l'11 de juny de 2011.

## Trajectòria
Metge de formació, és membre de l'executiva gallega del PSdeG-PSOE. Va formar part de la corporació municipal corunyesa des de l'any 1983, ocupant càrrecs com el de Primer Tinent d'Alcalde. L'any 2006 va succeir a l'alcaldia a Francisco Vázquez Vázquez després de ser designat aquest ambaixador al Vaticà. Va ser diputat per la província de la Corunya al parlament gallec durant la cinquena legislatura.
En les eleccions municipals del 2007 el PSdeG-PSOE obté 11 consellers i perd la majoria absoluta. Des de llavors, Javier Losada va liderar el govern en coalició amb el Bloc Nacionalista Gallec. A les eleccions de 2011, el PSdeG-PSOE obté 8 consellers i perd l'alcaldia de la Corunya en favor del PPdeG, que guanya per majoria absoluta, i el nou alcalde és Carlos Negreira.
En les eleccions de 2008 es presenta com a senador i és escollit per la província de la Corunya. El 2011 obté els mateixos resultats i continua com a representant socialista al Senat.